# Maria Cristina Felicita di Leiningen-Dachsburg-Falkenburg-Heidesheim
Maria Cristina Felicita di Leiningen-Dachsburg-Falkenburg-Heidesheim (Mülheim an der Ruhr, 29 dicembre 1692 – Eisenach, 3 giugno 1734) è stata una nobildonna tedesca membro del casato di Leiningen e per i suoi due matrimoni Principessa di Baden-Durlach e Duchessa di Sassonia-Eisenach.

## Biografia
Nata nel castello di Broich a Mülheim an der Ruhr, era la quartogenita di sette figli di Giovanni Carlo Augusto, Conte di Leiningen-Dagsburg-Falkenburg-Heidesheim e Signore di Broich e Bürgel e di sua moglie la Contessa Giovanna Maddalena di Hanau-Lichtenberg. Dei sei fratelli e sorelle più grandi e più giovani di Maria Cristina Felicita, soltanto tre raggiunsero l'età adulta: una sorella maggiore, Sofia Maddalena, per matrimonio Contessa di Salm-Grumbach, e due fratelli più giovani, Cristiano Carlo Reinardo e Giovanni Guglielmo Ludovico.

## Matrimoni e figli
A Heidesheim il 1 December 1711, Maria Cristina Felicita sposò il Principe Cristoforo di Baden-Durlach, fratello minore di Carlo III Guglielmo, Margravio di Baden-Durlach. Ebbero tre figli maschi:
1. Principe Carlo Augusto di Baden-Durlach (Durlach, 14 novembre 1712 – Durlach, 30 septembre 1786), ultimo sovrano di Baden-Durlach (tutore di governo per Carlo Federico); sposò Juliane Schmid (poi Baronessa di Ehrenberg; 1753 - 1815)
2. Principe Carlo Guglielmo Eugenio di Baden-Durlach (Castello di Karlsburg, 3 novembre 1713 – Graben, 9 maggio 1783), fece carriera militare; dal 1743 fu membro dell'autorità di tutela (tutore di governo per Carlo Federico) di Baden-Durlach con suo fratello. Morì celibe e senza figli.
3. Principe Cristoforo di Baden-Durlach (Durlach, 5 giugno 1717 – Karlsruhe, 18 dicembre 1789), sposò il 28 novembre 1779 Katharina Höllischer (poi Baronessa di Freydorf; 1745 – 1811).

Dopo undici anni di matrimonio, il Principe Cristoforo di Baden-Durlach morì il 2 maggio 1723 e fu sepolto nella Stiftskirche St.Michael a Pforzheim.
Il 29 maggio 1727 nel castello di Philippsruhe ad Hanau Maria Cristina Felicita si sposò per la seconda volta con Giovanni Guglielmo III, Duca di Sassonia-Eisenach come sua quarta moglie. L'unione durò solo 20 mesi fino alla morte di suo marito, il 14 gennaio 1729. Non ebbero figli.
Maria Cristina Felicita morì ad Eisenach all'età di 41 anni. Fu sepolta nella chiesa di San Giorgio.

## Ascendenza
|                                                                         |                                        |                                              | Genitori                                |  |  | Nonni |  |  | Bisnonni                                      |  |  | Trisnonni                                        |  |
|                                                                         |                                        |                                              |                                         |  |  |       |  |  | Emich XIII von Leiningen-Dachsburg-Falkenburg |  |  | Johann Ludwig von Leiningen-Dachsburg-Falkenburg |  |
|                                                                         |                                        |                                              |                                         |  |  |       |  |  | Emich XIII von Leiningen-Dachsburg-Falkenburg |  |  | Johann Ludwig von Leiningen-Dachsburg-Falkenburg |  |
|                                                                         |                                        | Maria Barbara von Sulz                       |                                         |  |  |       |  |  | Emich XIII von Leiningen-Dachsburg-Falkenburg |  |  |                                                  |  |
| Georg Wilhelm von Leiningen-Dachsburg-Falkenburg                        |                                        |                                              |                                         |  |  |       |  |  | Emich XIII von Leiningen-Dachsburg-Falkenburg |  |  |                                                  |  |
|                                                                         |                                        | Christiane zu Solms-Laubach                  | Albert Otto von Solms-Laubach           |  |  |       |  |  |                                               |  |  |                                                  |  |
|                                                                         |                                        | Christiane zu Solms-Laubach                  | Albert Otto von Solms-Laubach           |  |  |       |  |  |                                               |  |  |                                                  |  |
|                                                                         |                                        | Christiane zu Solms-Laubach                  | Anna von Hessen-Darmstadt               |  |  |       |  |  |                                               |  |  |                                                  |  |
| Johann von Leiningen-Dachsburg-Falkenburg                               |                                        | Christiane zu Solms-Laubach                  |                                         |  |  |       |  |  |                                               |  |  |                                                  |  |
|                                                                         |                                        | Wilhelm Wirich von Daun-Falkenstein          | Johann Adolf von Daun-Falkenstein       |  |  |       |  |  |                                               |  |  |                                                  |  |
|                                                                         |                                        | Wilhelm Wirich von Daun-Falkenstein          | Johann Adolf von Daun-Falkenstein       |  |  |       |  |  |                                               |  |  |                                                  |  |
|                                                                         |                                        | Wilhelm Wirich von Daun-Falkenstein          | Anna Maria von Nassau-Siegen            |  |  |       |  |  |                                               |  |  |                                                  |  |
| Anne Elisabeth von Daun-Falkenstein                                     |                                        | Wilhelm Wirich von Daun-Falkenstein          |                                         |  |  |       |  |  |                                               |  |  |                                                  |  |
|                                                                         |                                        | Elisabeth von Waldeck                        | Christian von Waldeck                   |  |  |       |  |  |                                               |  |  |                                                  |  |
|                                                                         |                                        | Elisabeth von Waldeck                        | Christian von Waldeck                   |  |  |       |  |  |                                               |  |  |                                                  |  |
|                                                                         |                                        | Elisabeth von Waldeck                        | Elisabeth von Nassau-Siegen             |  |  |       |  |  |                                               |  |  |                                                  |  |
| Marie Christine Felizitas von Leiningen-Dachsburg-Falkenburg-Heidesheim |                                        | Elisabeth von Waldeck                        |                                         |  |  |       |  |  |                                               |  |  |                                                  |  |
|                                                                         | Philipp Wolfgang von Hanau-Lichtenberg | Johann Reinhard I von Hanau-Lichtenberg      |                                         |  |  |       |  |  |                                               |  |  |                                                  |  |
|                                                                         | Philipp Wolfgang von Hanau-Lichtenberg | Johann Reinhard I von Hanau-Lichtenberg      |                                         |  |  |       |  |  |                                               |  |  |                                                  |  |
|                                                                         | Philipp Wolfgang von Hanau-Lichtenberg | Maria Elisabeth von Hohenlohe-Neuenstein     |                                         |  |  |       |  |  |                                               |  |  |                                                  |  |
| Johann Reinhard II von Hanau-Lichtenberg                                | Philipp Wolfgang von Hanau-Lichtenberg |                                              |                                         |  |  |       |  |  |                                               |  |  |                                                  |  |
|                                                                         |                                        | Johanna von Öttingen                         | Ludwig Eberhard von Öttingen            |  |  |       |  |  |                                               |  |  |                                                  |  |
|                                                                         |                                        | Johanna von Öttingen                         | Ludwig Eberhard von Öttingen            |  |  |       |  |  |                                               |  |  |                                                  |  |
|                                                                         |                                        | Johanna von Öttingen                         | Margareta von Erbach                    |  |  |       |  |  |                                               |  |  |                                                  |  |
| Johanna Magdalene von Hanau-Lichtenberg                                 |                                        | Johanna von Öttingen                         |                                         |  |  |       |  |  |                                               |  |  |                                                  |  |
|                                                                         |                                        | Christian I von Pfalz-Birkenfeld-Bischweiler | Karl I von Pfalz-Zweibrücken-Birkenfeld |  |  |       |  |  |                                               |  |  |                                                  |  |
|                                                                         |                                        | Christian I von Pfalz-Birkenfeld-Bischweiler | Karl I von Pfalz-Zweibrücken-Birkenfeld |  |  |       |  |  |                                               |  |  |                                                  |  |
|                                                                         |                                        | Christian I von Pfalz-Birkenfeld-Bischweiler | Dorothea von Brunswick-Lüneburg         |  |  |       |  |  |                                               |  |  |                                                  |  |
| Anna Magdalena von Birkenfeld-Bischweiler                               |                                        | Christian I von Pfalz-Birkenfeld-Bischweiler |                                         |  |  |       |  |  |                                               |  |  |                                                  |  |
|                                                                         |                                        | Magdalena Katharina von Pfalz-Zweibrücken    | Johann II von Pfalz-Zweibrücken         |  |  |       |  |  |                                               |  |  |                                                  |  |
|                                                                         |                                        | Magdalena Katharina von Pfalz-Zweibrücken    | Johann II von Pfalz-Zweibrücken         |  |  |       |  |  |                                               |  |  |                                                  |  |
|                                                                         |                                        | Magdalena Katharina von Pfalz-Zweibrücken    | Catherine de Rohan                      |  |  |       |  |  |                                               |  |  |                                                  |  |
|                                                                         |                                        | Magdalena Katharina von Pfalz-Zweibrücken    |                                         |  |  |       |  |  |                                               |  |  |                                                  |  |